# 1645 en santé et médecine
| Années de la santé et de la médecine : 1642 - 1643 - 1644 - 1645 - 1646 - 1647 - 1648    |
| Décennies de la santé et de la médecine : 1610 - 1620 - 1630 - 1640 - 1650 - 1660 - 1670 |

Cet article présente les faits marquants de l'année 1645 en santé et médecine.

## Publications
- 18 octobre : le médecin anglais Daniel Whistler (en) présente le premier texte imprimé sur le rachitisme pédiatrique, une maladie des Angles de l'enfance, dont la langue indigène appelle "The Rickets", comme sujet de thèse à l'université de Leyde[1].

## Naissances
- 17 novembre : Nicolas Lémery (mort en 1715), apothicaire et chimiste français.

## Décès
Date non précisée
- Jean Rey (né en 1583), médecin et chimiste français.

Après 1645
- Ludovic Nunez (né en 1553), médecin flamand.